# Friedrich Traugott Wahlen
Pour les articles homonymes, voir Traugott et Wahlen.
Friedrich Traugott Wahlen, né le 10 avril 1899 à Mirchel (canton de Berne) et mort le 7 novembre 1985 à Berne, est un homme politique suisse. Il est conseiller fédéral de 1959 à 1965.

## Biographie

### Une vie au service de l'agriculture
Friedrich Wahlen est ingénieur agronome et docteur en sciences techniques de l'École polytechnique de Zurich. Il exerce des activités au Canada de 1922 à 1929 puis est nommé directeur de l'Établissement fédéral d'essais agricoles à Zurich-Oerlikon, poste qu'il occupe jusqu'en 1943. Pendant la Seconde Guerre mondiale, il est délégué du Conseil fédéral à l'extension des cultures et donne son nom au Plan Wahlen. De 1943 à 1949, il est professeur à la division agricole de l'École polytechnique de Zurich. De 1949 à 1958, il dirige la division agricole de l'Organisation des Nations unies pour l'alimentation et l'agriculture à Rome, puis est chef du programme d'assistance technique de cette organisation internationale. Wahlen a fait l'objet de trois films documentaires : Friedrich Traugott Wahlen et la bataille des champs (1940-1945), Friedrich Traugott Wahlen et le développement de notre agriculture et Friedrich Traugott Wahlen, le politicien, le chrétien, l'homme.

### Conseiller aux États
Il représente Zurich au Conseil des États de 1942 à 1949, date de son départ pour Rome. Il est alors remplacé par Gottlieb Duttweiler.

### Conseiller fédéral
Wahlen est élu au Conseil fédéral le 11 décembre 1958 comme représentant du Parti des paysans, artisans et bourgeois (aujourd'hui l'Union démocratique du centre). Il est le 72e conseiller fédéral de l'histoire[réf. nécessaire].
Il dirige tour à tour :
- le département de Justice et Police (1959) ;
- le département de l'Économie publique (1960-1961) ;
- le département des Affaires étrangères (1961-1965).

C'est pendant son mandat gouvernemental que la Suisse devient le 17e membre du Conseil de l'Europe, en 1963. Il se retire du gouvernement fédéral le 31 décembre 1965. 
Il est président de la Confédération suisse en 1961.